# Poliana de Paula
Poliana Aparecida de Paula (Piraju, 18 de outubro de 1989) é uma canoísta brasileira. Ela representou o Brasil nos Jogos Olímpicos de Verão de 2008, realizados em Pequim, na China, competindo na categoria K-1 onde foi eliminada nas semifinais terminando na 14.ª colocação.